# جان گیتنز
جان گیتنز (انگلیسی: Jon Gittens; ۲۲ ژانویهٔ ۱۹۶۴ – ۱۰ مهٔ ۲۰۱۹) بازیکن فوتبال اهل بریتانیا بود.
از باشگاه‌هایی که در آن بازی کرده‌است می‌توان به باشگاه فوتبال پورتسموث، باشگاه فوتبال سوئیندون تاون، باشگاه فوتبال تورکی یونایتد، باشگاه فوتبال ساوت‌همپتون، باشگاه فوتبال اکستر سیتی، باشگاه فوتبال نانیتون تاون، و باشگاه فوتبال میدلزبرو اشاره کرد.